# Botond-Bolics György
Botond-Bolics György (Arad, 1913. október 22. – Budapest, 1975. január 8.) író, mérnök.

## Életútja
Jogászként végzett a Szegedi Tudományegyetemen, majd külföldön szerzett mérnöki diplomát. 1945 után az Elektronikus Mérőkészülékek Gyárában dolgozott üzemszervezési főosztályvezetőként. 1960 és 1972 között a Táncsics Könyvkiadó szerkesztője volt. Íróként ifjúsági ismeretterjesztő művek és tudományos-fantasztikus regények fűződnek nevéhez. Népszerű rádiósorozata volt a Mikrobi.

## Főbb művei

### Ismeretterjesztő művei és regényei
- Ha felszáll a köd... (Budapest, 1957)
- Ezer év a Vénuszon (Budapest, 1959)
- Korunk csodái (Budapest, 1960)
- Négyen a Vénusz-asztroplánon (a Pajtás melléklete, 1960)
- Idegen bolygón született (Budapest, 1961)
- Ma csoda... holnap valóság! Versenyfutás a képzelettel (Budapest, 1966)
- Redivivus tüzet kér (Budapest, 1969)
- Az Orbitron-terv (Budapest, 1986)

### Újságokban
- Pajtás
  - Négyen a Vénusz-asztroplánon (1960)
  - Üzenet a világűrből (1964)
- Kincskereső
  - Mikrobi, a mesterdetektív (László Endrével) (1975-1976)

### Szakkönyvei
- A gyártás ügyviteli előkészítése (Budapest, 1962)
- A késztermék-tervezés ügyvitelének gépesítése (Budapest, 1964)
- Villamos mérőműszerek (Budapest, 1967)
- Így gondozd a Volkswagenodat! (Budapest, 1969)